# Leucospis atriceps
Leucospis atriceps är en stekelart som först beskrevs av Girault 1925.  Leucospis atriceps ingår i släktet Leucospis och familjen Leucospidae. Inga underarter finns listade i Catalogue of Life.